# Visconde de Barbacena
Visconde de Barbacena é um título nobiliárquico criado por D. Pedro, Príncipe Regente de D. Afonso VI de Portugal, por Carta de 19 de Dezembro de 1671, em favor de Afonso Furtado de Castro do Rio de Mendonça, 5.º Senhor de Barbacena de juro e herdade.
Titulares
1. Afonso Furtado de Castro do Rio de Mendonça, 5.º Senhor de juro e herdade e 1.º Visconde de Barbacena;
2. Jorge Furtado de Mendonça, 2.º Visconde de Barbacena;
3. Afonso Furtado de Mendonça, 3.º Visconde de Barbacena;
4. Luís Xavier Furtado de Mendonça, 4.º Visconde de Barbacena;
5. Francisco Vicente Xavier Furtado de Castro do Rio de Mendonça, 5.º Visconde de Barbacena;
6. Luís António Furtado de Castro do Rio de Mendonça e Faro, 6.º Visconde e 1.º Conde de Barbacena;
7. Francisco Furtado de Castro do Rio de Mendonça, 7.º Visconde e 2.º Conde de Barbacena.